# Cantone di Arzacq-Arraziguet
Il Cantone di Arzacq-Arraziguet era una divisione amministrativa dell'arrondissement di Pau.
È stato soppresso a seguito della riforma complessiva dei cantoni del 2014, che è entrata in vigore con le elezioni dipartimentali del 2015.
Comprendeva i comuni di:
- Arget
- Arzacq-Arraziguet
- Bouillon
- Cabidos
- Coublucq
- Fichous-Riumayou
- Garos
- Géus-d'Arzacq
- Larreule
- Lonçon
- Louvigny
- Malaussanne
- Mazerolles
- Méracq
- Mialos
- Montagut
- Morlanne
- Piets-Plasence-Moustrou
- Pomps
- Poursiugues-Boucoue
- Séby
- Uzan
- Vignes